# Denmark Masters 2022
Das Denmark Masters 2022 im Badminton fand vom 9. bis zum 12. Juni 2022 in Hillerød statt. Es war die zweite Auflage der Veranstaltung.

## Sieger und Platzierte
| Disziplin    | Gold                                        | Silber                          | Bronze                                    |
| ------------ | ------------------------------------------- | ------------------------------- | ----------------------------------------- |
| Herreneinzel | Lu Chia-hung                                | Kiran George                    | Mads Christophersen                       |
| Herreneinzel | Lu Chia-hung                                | Kiran George                    | Jeon Hyeok-jin                            |
| Dameneinzel  | Pitchamon Opatniputh                        | Sung Shuo-yun                   | Lin Hsiang-ti                             |
| Dameneinzel  | Pitchamon Opatniputh                        | Sung Shuo-yun                   | Talia Ng                                  |
| Herrendoppel | Yong Jin Na Sung-seung                      | Chiu Hsiang-chieh Yang Ming-tse | Chia Wei Jie Low Hang Yee                 |
| Herrendoppel | Yong Jin Na Sung-seung                      | Chiu Hsiang-chieh Yang Ming-tse | Mads Conrad-Petersen Jan Colin Völker     |
| Damendoppel  | Yeung Nga Ting Yeung Pui Lam                | Jin Yujia Crystal Wong Jia Ying | Kim Min-ji Seong Seung-yeon               |
| Damendoppel  | Yeung Nga Ting Yeung Pui Lam                | Jin Yujia Crystal Wong Jia Ying | Lanny Tria Mayasari Jesita Putri Miantoro |
| Mixed        | Dejan Ferdinansyah Gloria Emanuelle Widjaja | Lee Chun Hei Ng Tsz Yau         | Ty Alexander Lindeman Josephine Wu        |
| Mixed        | Dejan Ferdinansyah Gloria Emanuelle Widjaja | Lee Chun Hei Ng Tsz Yau         | Mathias Thyrri Amalie Magelund            |